# Baceno
Baceno – miejscowość i gmina we Włoszech, w regionie Piemont, w prowincji Cusio Ossola. Położona około 140 kilometrów na północny wschód od Turynu i około 40 kilometrów na północny zachód od Verbanii, na granicy ze Szwajcarią.
Według danych na rok 2004 gminę zamieszkiwało 961 osób, 14,1 os./km².